# Birgit Prinz
Birgit Prinz (Frankfurt am Main, 25 oktober 1977) is een voormalig Duits profvoetbalster. In 2011 zette ze een punt achter haar loopbaan. Prinz nam deel aan vier opeenvolgende Olympische Spelen en won driemaal (2000, 2004, 2008) een bronzen medaille met de nationale ploeg.
Samen met de Amerikaanse spits Mia Hamm gold Prinz als een van de beste vrouwelijke voetballers ooit. Tijdens haar carrière heeft de Duitse dan ook veel prijzen in de wacht gesleept. Ze stond enige tijd in de belangstelling van Perugia dat toentertijd in de Italiaanse Serie A speelde. Tot een uiteindelijke verbintenis kwam het echter niet.
Prinz is zowel recordinternational als topscorer aller tijden voor Die Frauschaft.

## Erelijst
FSV Frankfurt
- Bundesliga: 1994/95, 1997/98
- DFB-Pokal: 1994/95, 1995/96
- DFB-Supercup: 1995, 1996

 1. FFC Frankfurt
- UEFA Women's Cup: 2001/02, 2005/06, 2007/08
- Bundesliga: 1998/99, 2000/01, 2001/02, 2002/03, 2004/05, 2006/07, 2007/08
- DFB-Pokal: 1998/99, 1999/00, 2000/01, 2001/02, 2002/03, 2006/07, 2007/08, 2010/11

 Carolina Courage
- Women's United Soccer Association: 2002

 Duitsland
- FIFA WK: 2003, 2007
- UEFA EK: 1995, 1997, 2001, 2005, 2009
- Algarve Cup: 2006

Individueel
- FIFA Wereldvoetbalster van het Jaar: 2003, 2004, 2005
- Duits Voetbalster van het Jaar: 2001, 2002, 2003, 2004, 2005, 2006, 2007, 2008
- UEFA EK Gouden Speelster: 1995
- FIFA WK Tweede Topscorer Aller Tijden – 14 doelpunten (achter Marta)
- Olympische Spelen Tweede Topscorer Aller Tijden – 10 doelpunten (achter Cristiane)
- Gouden Bal: FIFA WK 2003
- Topscorer: FIFA WK 2003
- All-Star Team: FIFA WK 2003
- Zilveren Bal: FIFA WK 2007
- All-Star Team: FIFA WK 2007
- Topscorer Bundesliga: 1996/97, 1997/98, 2000/01, 2006/07
- Silbernes Lorbeerblatt: 2003, 2007